# Hydroglyphus sordidus
Hydroglyphus sordidus är en skalbaggsart som först beskrevs av Sharp 1882.  Hydroglyphus sordidus ingår i släktet Hydroglyphus och familjen dykare. Inga underarter finns listade i Catalogue of Life.